# Zoraptera
Ordre
Les zoraptères (Zoraptera) sont un ordre d'insectes, de la sous-classe des ptérygotes, de la section des néoptères et du super-ordre des Polynéoptères. Cet ordre comprend actuellement 40 espèces récentes et la plupart des 10 espèces fossiles de ce taxon sont classées dans la famille Zorotypidae et dans un seul genre Zorotypus. Les Zoraptères constituent des colonies subsociales qui associent de nombreux adultes et nymphes. Cet ordre est plus abondant dans les tropiques, certaines espèces vivent dans les sub-tropiques et, plus rarement encore, dans les milieux tempérés.
Ils possèdent un développement de type hémimétabole.

## Description
Les zoraptères sont de petits insectes, ils atteignent une longueur de corps de 1,5 à 2,5 millimètres. Toutes les espèces se présentent en deux morphes : quelques individus ont des yeux et des ailes ; ceux-ci servent à étendre et à établir de nouvelles colonies ; après avoir trouvé un endroit pour une nouvelle colonie, ils perdent leurs ailes. La majorité des individus sont sans ailes et sans yeux et ne quittent jamais les tanières souterraines. Les animaux des formes ailées sont de couleur marron à noir, ceux des formes sans ailes sont plus ou moins non pigmentés et de couleur blanchâtre. Les animaux ont un poil relativement dense et court.
La tête relativement grande est à peu près triangulaire dans le plan et à peu près aussi large que longue, elle est légèrement pendante, les pièces buccales pointent vers l'avant (orthognathe). Les animaux ailés ont des yeux composés, ceux-ci sont modérément grands avec des ommatidies remarquablement grands, en plus trois ocelles sont présents. Les animaux des morphes sans ailes sont complètement sans yeux. Le clypeus de la capsule céphalique est divisé en un anteclypeus transparent et un postclypeus, qui est rétréci vers l'arrière et se fond parfaitement dans le frons. Il est rétréci par les fosses antennaires, qui sont proches les unes des autres, séparées par moins que leur diamètre. Les antennes sont filiformes et se composent de neuf segments, elles sont à peu près aussi longues que la tête et le thorax réunis. Le labrum sur les pièces buccales est rétractable. Les mandibules masticatrices sont dentelées au sommet, dans la section basale elles ont une large surface de mastication (région molaire), un appendice mobile en forme de doigt (prothèse) est présent. Le dernier segment du palpe du maxillaire et du labium est très allongé et densément couvert de poils sensoriels.
Sur la section du tronc, le prothorax est légèrement plus petit que la tête, il est plus grand que le mésothorax moyen, le métathorax postérieur est la plus petite section. Le pronotum est relativement large et rabattu en forme de selle sur les côtés, il est de plan arrondi et rectangulaire. Les jambes longues et fines sont conçues comme des jambes de marche. Les cuisses postérieures sont épaissies, elles portent une rangée de poils qui interagissent avec une rangée similaire sur les rails. Le tarse se compose de deux membres munis de deux griffes. Chez les spécimens ailés, les ailes antérieures sont sensiblement plus grandes que les ailes postérieures. Le veinage de l'aile est considérablement réduit, les ailes antérieures n'ayant que deux veines longitudinales et étant équipées d'un pterostigma fort, la petite aile postérieure ne contenant qu'une seule veine longitudinale fourchue. La surface de l'aile est poilue et ciliée sur les marges, la base de l'aile est pétiolée.
L'abdomen est cylindrique et jouxte la section du tronc largement et sans constriction, il se compose de onze segments, dont les postérieurs sont très petits. De chaque côté du neuvième tergite se trouve un petit cerque monolithique. Chez le mâle, les huit à onze tergites ont été modifiés d'une manière complexe propre à l'espèce ; ils servent d'organes copulateurs lors de l'accouplement. Chez les femelles, le huitième sternite forme une plaque sous-génitale, l'ovipositeur est régressé.

## Écologie
Toutes les espèces sont saprophages, elles se nourrissent principalement de mycélium et de spores de champignons. Ils utilisent également de manière opportuniste d'autres sources de nourriture telles que les arthropodes morts. De plus, ce sont des prédateurs de petits arthropodes comme les acariens, ils ont été observés en laboratoire chassant des collemboles assez efficacement. Ils vivent sous l'écorce des arbres morts, souvent dans des galeries ou des cavités créées à l'origine par des espèces xylophages comme les termites. Ils forment de petites colonies contenant de 15 à 120 individus et nymphes et sont situés à l'abri de la lumière du soleil, c'est donc un taxon lucifuge. La vie en communauté semble être vitale chez ces insectes, ceux qui vivent seuls périssent généralement rapidement. Le toilettage mutuel est courant, mais pas d'autres comportements sociaux tels que se nourrir ou aider à élever les petits n'ont été observés. Pendant la copulation, le mâle transmet un grand spermatophore qui sert à empêcher les autres mâles de s'accoupler plus tard. Les zoraptères femelles pondent des œufs relativement peu nombreux mais très gros, dont le diamètre atteint presque la taille de l'abdomen de la femelle. Les œufs mettent environ 6 à 9 semaines à se développer. Des populations bisexuelles et entièrement féminines ont été trouvées dans les régions néotropicales chez l'espèce  Zorotypus gurneyi , elles se reproduisent par parthénogenèse thélytoque. Les premières nymphes sont sans yeux avec des antennes à huit articles. Plus tard, des nymphes avec et sans gaines alaires apparaissent côte à côte. Trois à cinq stades de développement existent, selon les quelques observations disponibles, en un à deux mois. Les imagos vivent apparemment pendant quelques mois. La production d'animaux ailés semble commencer lorsque les conditions de vie dans la colonie se dégradent, par exemple en cas de rareté de nourriture.

## Répartition
Les zoraptères vivent exclusivement dans les tropiques et  subtropiques d'Amérique et d'Asie. Certaines îles océaniques, même très isolées comme les Galápagos, Hawaï, Fidji et Maurice ont chacune leur espèce endémique, les occurrences les plus septentrionales s'étendant jusqu'au Tibet et aux États-Unis d'Amérique. Les populations les plus septentrionales du Zorotypus hubbardi américain, s'étendent aussi loin que le nord de l'Indiana, l'Iowa et l'Illinois. Elles peuvent dépendre de tas de sciure de bois et génèrent leur chaleur interne à partir du processus de pourriture. Bien que des espèces originaires de Nouvelle-Zélande et de Nouvelle-Bretagne aient été découvertes, aucune trace d'espèces en Australie n'a été trouvée à ce jour.

## Taxonomie
Les zoraptères n'ont été redécouverts et décrits qu'en 1913 par Filippo Silvestri après avoir découvert la première espèce Zorotypus guineensis au Ghana. Puisqu'il n'avait initialement que des animaux sans ailes, il les nomma d'après les anciens grecs zoros (purs, non mélangés), a- (sans) et pteros (ailes) Zoraptera, c'est-à-dire "le purement sans ailes".
La position des zoraptères dans la  systematique des insectes est en grande partie incertaine. Les nombreuses tentatives contradictoires de classer le groupe dans le système ont même conduit à l'expression du "problème des Zoraptera". Le point de vue commun considère les  embioptères comme le groupe frère. Également limité aux climats chauds et largement inconnu, ce groupe d'insectes se caractéristise par l'anatomiques des ailes, la vie en colonie et la présence de formes ailées et sans ailes. Ce groupement est fortement soutenu par la construction spéciale de l'articulation de l'aile, qui n'est commune qu'à ces deux groupes. Hennig 1953, suivi de Klausnitzer, les zoraptères représentent le groupe frère des groupes réunis pour former les Acercia ( psoques,  poux, thrips et  pucerons) et forment avec eux les Paranéoptères. Ils partagent avec eux comme traits communs (éventuelle synapomorphie) une fusion du chaîne des ganglions abdominaux et une réduction des tubes de Malpighi et des tarses. Ces groupes, contrairement aux zoraptères, sont caractérisés par l'absence de cerques et la transformation des pièces buccales en un appareil urticant. Le groupement avec les Paraneoptera est également soutenu par l'anatomie de la tête. Sur la base d'une méta-analyse de diverses investigations morphologiques, les zoraptères sont à leur tour étroitement apparentés aux cafards, termites et mantes. Des investigations de biologie moléculaire, basées sur la comparaison de séquences homologues d'ADN, voient les zoraptères comme un groupe frère des Polynéoptères. Une nouvelle analyse génétique détermine la groupe frère les Dermaptera (perce-oreilles), avec lequel ils se tiendront ensemble à la base des Polyneoptera.
Au sein des zoraptères, on distingue environ 40 espèces, qui ont toutes jusqu'à présent été attribuées à un seul genre. Le tableau suivant (à partir de 2004) répertorie toutes les espèces connues jusqu'à présent. Depuis lors, un certain nombre d'autres espèces ont été nouvellement décrites.

### Espèces connues de zoraptères
- Zorotypus amazonensis Rafael & Engel, 2006
- Zorotypus barberi Gurney, 1938
- Zorotypus brasiliensis Silvestri, 1947
- Zorotypus buxtoni Karny, 1932
- Zorotypus caudelli Karny, 1927
- Zorotypus caxiuana Rafael, Godoi & Engel, 2008
- Zorotypus ceylonicus Silvestri, 1913
- Zorotypus congensis Ryn-Tournel, 1971
- Zorotypus cramptoni Gurney, 1938
- Zorotypus delamarei Paulian, 1949
- Zorotypus guineensis Silvestri, 1913
- Zorotypus gurneyi Choe, 1989
- Zorotypus hamiltoni New, 1978
- Zorotypus hubbardi Caudell, 1918
- Zorotypus huxleyi Bolivar y Pieltain & Coronado, 1963
- Zorotypus javanicus Silvestri, 1913
- Zorotypus juninensis Engel, 2000
- Zorotypus lawrencei New, 1978
- Zorotypus leleupi Weidner, 1976
- Zorotypus longicercatus Caudell, 1927
- Zorotypus manni Caudell, 1923
- Zorotypus medoensis Huang, 1978
- Zorotypus mexicanus Bolivar y Pieltain, 1940
- Zorotypus neotropicus Silvestri, 1916
- Zorotypus newi (Chao & Chen, 2000)
- Zorotypus philippinensis Gurney, 1938
- Zorotypus shannoni Gurney, 1938
- Zorotypus silvestrii Karny, 1927
- Zorotypus sinensis Huang, 1974
- Zorotypus snyderi Caudell, 1920
- Zorotypus swezeyi Caudell, 1922
- Zorotypus vinsoni Paulian, 1951
- Zorotypus weidneri New, 1978
- Zorotypus zimmermani Gurney, 1939

Pour certaines espèces fossiles du Crétacé, un sous-genre  Octozoros  a été introduit par Michael S. Engel. D'autres éditeurs distinguent également leurs propres genres ici. Engel et Grimaldi ont établi un genre distinct pour une espèce du Crétacé avec de nombreux caractères plésiomorphes,  Xenozorotypus burmiticus .

### Révision par Kočárek, Horká et Kundrata 2020
Après une révision de 2020 des Zoraptera, basée sur une réanalyse des caractères morphologiques et génétiques de la plupart des espèces, ces auteurs proposent une nouvelle classification du groupe, en dont la famille précédente Zorotypideae et aussi le genre Zorotypus sont divisés. La famille Zorotypidae nouvellement définie et la nouvelle famille Spriralizoridae peuvent être distinguées morphologiquement en fonction de la structure des organes reproducteurs mâles. Ceux-ci sont construits symétriquement chez les Spiralizoridae et fortement asymétriques chez les Zorotypidae. Au sein des Zorotypidae, ils distinguent également une sous-famille monotypique des Spermozorinae pour un nouveau genre Spermozoros, qui comprend un certain nombre d'espèces orientales.
- Famille Zorotypidae
  - Sous-famille Zorotypinae
    - Genre Zorotypus Silvestri, 1913, avec les espèces Zorotypus guineensis Silvestri, 1913; Zorotypus asymmetristernum Mashimo, 2019; Zorotypus delamarei Paulian, 1949; Zorotypus vinsoni Paulian 1951; Zorotypus shannoni Gurney, 1938; Zorotypus amazonensis Rafael & Engel, 2006; Zorotypus caxiuana Rafael, Godoi & Engel, 2008. Afrotropical(dont Madagaskar), Neotropique
    - GenreUsazoros Kukalova-Peck & Peck, 1993, avec l'unique espèceUsazoros hubbardi (Caudell, 1918). Nearctique (Amérique du Nord).

  - Sous-famille Spermozorinae Kočárek, Horká & Kundrata 2020
    - Genre Spermozoros Kočárek, Horká & Kundrata 2020 avec les espèces Spermozoros asymmetricus (Kočárek, 2017), Spermozoros medoensis (Huang, 1976), Spermozoros weiweii (Wang, Li & Cai, 2016), Spermozoros impolitus (Mashimo 2014, Engel, Dallai, Beutel & Machida 2013), Spermozoros huangi (Yin & Li, 2017), Spermozoros sinensis (Huang, 1974). Orientales: Chine, Malaysie, Indonesie.
- Famille Spiralizoridae Kočárek, Horká & Kundrata 2020
  - Sous-famille Latinozorinae Kočárek, Horká & Kundrata 2020
    - Genre Latinozoros Kukalova-Peck & Peck, 1993, avec l'espèce Latinozoros barberi (Gurney, 1938) et d'autres encore non-décrites. Neotropique et Amérique centrale.

  - Sous-famille Spiralizorinae Kočárek, Horká & Kundrata 2020
    - Genre Spiralizoros Kočárek, Horká & Kundrata 2020, avec l'espèce Spiralizoros cervicornis (Mashimo, Yoshizawa & Engel, 2013), Spiralizoros caudelli (Karny, 1922), Spiralizoros hainanensis (Yin, Li & Wu, 2015), Spiralizoros magnicaudelli (Mashimo, Engel, Dallai, Beutel & Machida, 2013), Spiralizoros silvestrii (Karny, 1927), Spiralizoros ceylonicus (Silvestri, 1913), Spiralizoros philippinensis (Gurney, 1938), Spiralizoros buxtoni (Karny, 1932). Orientales: Chine, Vietnam, Malaysie, Indonesie (Kalimantan, Sumatra, Java), Sri Lanka, Philippines.
    - Genre Centrozoros Kukalova-Peck & Peck, 1993, avec les espèces Centrozoros snyderi (Caudell, 1920), Centrozoros cramptoni (Gurney, 1938); Centrozoros gurneyi (Choe, 1989); Centrozoros hamiltoni (New, 1978); Centrozoros mexicanus (Bolívar y Pieltain, 1940); Centrozoros neotropicus (Silvestri, 1916); Centrozoros manni (Caudell, 1923). Nearctique et Neotropique.
    - Gattung Brazilozoros Kukalova-Peck & Peck, 1993, avec les espèces Brazilozoros brasiliensis (Silvestri, 1947), Brazilozoros weidneri (New, 1978), Brazilozoros huxleyi (Bolívar y Pieltain & Coronado, 1963). Neotropique (Brésil, Péru, Guyane, Équateur).

Un certain nombre d'espèces peu connues décrites précédemment n'ont pas encore été attribuées à l'un des nouveaux genres.
Il reste à voir si le nouveau système sera accepté par la science.

## Liste des familles
- Zorotypidae Silvestri, 1913

## Traces fossiles
Les zoraptères ont été documentés à partir de découvertes dans l'ambre depuis le début du Crétacé. Les représentants de cette époque ressemblaient déjà beaucoup aux zoraptères d'aujourd'hui, de sorte que la plupart d'entre eux étaient placés dans le genre récent Zorotypus. Ils sont également apparus sous deux formes et n'ont été trouvés que dans les zones tropicales, on peut donc supposer que les zoraptères n'ont guère changé au cours des millions d'années qui se sont écoulées depuis lors. Parce que l'ambre inclus par les insectes d'avant le Crétacé n'est presque jamais trouvé, on ne sait pas quand ce groupe d'animaux est apparu pour la première fois.